# Кавалерійська вулиця (Кропивницький)

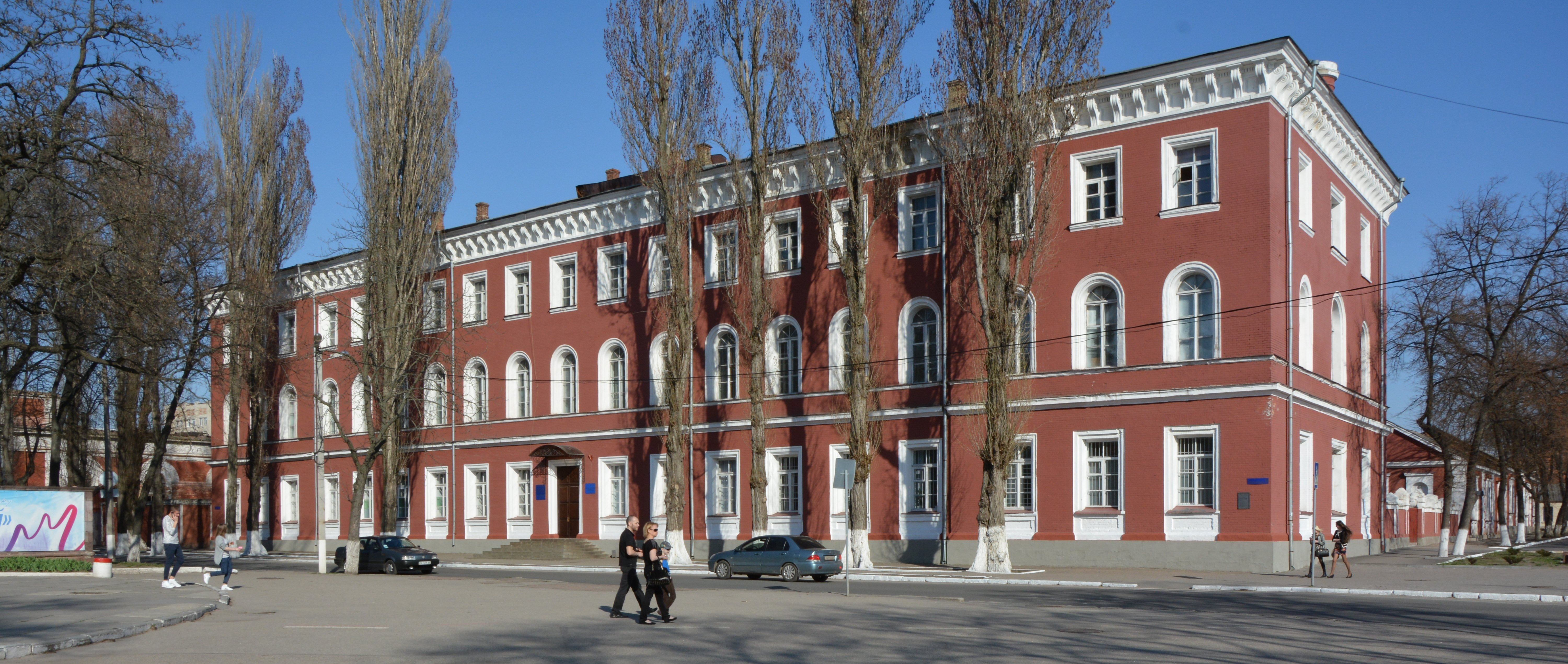
Колишнє військове юнкерське кавалерійське училище на розі Дворцової та Кавалерійської вулиць

Кавалерійська вулиця — вулиця у Кропивницькому.
Пролягає від вулиці Євгена Чикаленка до вулиці Тараса Карпи. Вулицю перетинають вулиці Театральна, Чміленка, Тараса Карпи

## Історія
Вулиця виникла на поч.XIX ст. як «Кавалерійська».
1879 року перший квартал вулиці було замощено каменем тротуар — для зручності вихованців гімназії[якої?].
До 2014 року була частиною вулиці Орджонікідзе.

## Транспорт
- Маршрутне таксі № 118

## Об'єкти
- Кіровоградський академічний український музично-драматичний театр ім. М. Л. Кропивницького

## Джерело
- Матівос Ю. М. Вулицями рідного міста, Кіровоград: ТОВ «Імекс-ЛТД», стор. 27-28